# Mansur Yavaş
Mansur Yavaş (Beypazarı, 23 de mayo de 1955) es un abogado y político turco que se desempeña como alcalde de Ankara desde abril de 2019.
Abogado de profesión, Yavaş ingresó originalmente a la política como un político nacionalista. Fue alcalde del Partido de Acción Nacionalista (MHP) de Beypazarı, un distrito de Ankara, en las elecciones locales de 1999. Sirvió hasta 2009 y dejó el MHP en 2013. Se unió al CHP el mismo año y fue el candidato del CHP a alcalde de Ankara en las elecciones locales de 2014, donde los resultados oficiales afirmaron que había perdido por 1 punto porcentual. Las elecciones fueron disputadas e incluso remitidas al Tribunal Europeo de Derechos Humanos por presuntos fraudes e irregularidades. A pesar de dejar brevemente el CHP, Yavaş volvió a la política antes de las elecciones locales de 2019 para presentarse nuevamente como candidato del CHP, esta vez con el apoyo del Partido Bueno (que formó la Alianza de la Nación junto con el CHP). Fue elegido con el 50,9% de los votos.
Yavaş recibió elogios por su manejo de la pandemia de COVID-19 en Ankara, donde anunció que se seguirían pagando los salarios de los trabajadores municipales y que se seguiría alimentando a los perros y gatos callejeros a pesar del cierre de restaurantes y cafés. También se le ha atribuido la reducción sustancial del déficit presupuestario del municipio al erradicar el gasto visto como "despilfarro".
Mansur Yavaş ganó el premio World Mayor Capital Award 2021.

## Temprana edad y educación
Yavaş nació en la ciudad de Beypazarı, un distrito de la provincia de Ankara en Turquía. Su padre era un ex carpintero que dirigía un negocio como vendedor de periódicos para el que Yavaş trabajaba como repartidor de periódicos. Completó su educación primaria y secundaria en Beypazarı y comenzó a asistir a la Universidad de Estambul en 1979, graduándose en derecho en 1983. Después de completar su servicio militar obligatorio como fiscal militar, Yavaş regresó a Beypazarı y comenzó a ejercer la abogacía como abogado privado.

## Carrera política temprana
Yavaş fue elegido miembro del consejo municipal de Beypazarı en 1989. Se postuló sin éxito para el cargo de alcalde de Beypazarı en 1994. Yavaş continuó su práctica legal y miembro del consejo hasta el 18 de abril de 1999, cuando volvió a presentarse y fue elegido alcalde con el 51% de los votos.

### Elecciones locales turcas de 2014
Yavaş fue el candidato del Partido Republicano del Pueblo a la alcaldía de Ankara para las elecciones locales turcas celebradas el 30 de marzo de 2014. A las 20:30 hora local del día de las elecciones, después de que terminó la votación y se inició el conteo, realizó una conferencia de prensa declarando la victoria e instando a sus seguidores a permanecer en las mesas de votación para monitorear el conteo a pesar de la información preliminar muy desfavorable del resultado. la Agencia de Noticias Anadolu. El 1 de abril de 2014, Yavaş realizó una conferencia de prensa en la que acusó a la agencia de noticias Anadolu, propiedad del gobierno, de retrasar deliberadamente la transmisión de los recuentos de votos de áreas con un fuerte apoyo al Partido Republicano del Pueblo para disuadir a los voluntarios de continuar monitoreando el recuento. Yavaş declaró que su campaña había presentado objeciones ante las autoridades electorales locales con respecto a numerosas irregularidades e instó a sus seguidores, que se habían reunido frente al Consejo Supremo Electoral, a mantener la calma.

### Elecciones locales turcas de 2019
A pesar de haber renunciado previamente al CHP por su incapacidad para revertir las irregularidades de las elecciones anteriores en 2014, Yavaş anunció su intención de reincorporarse al partido y presentarse nuevamente como su candidato a alcalde de Ankara. Posteriormente fue declarado candidato del CHP, con el respaldo del Partido Bueno, lo que lo convirtió en el candidato conjunto de la Alianza de la Nación. Yavaş comenzó su campaña con una fuerte ventaja sobre su rival de la Alianza Popular, Mehmet Özhaseki.
En las elecciones del 31 de marzo, Yavaş se convirtió en el primer alcalde del CHP de Ankara después de 25 años de gobierno del AKP (y su predecesor, el Partido de la Virtud ), obteniendo el 50,9 % de los votos en comparación con el 47,1 % de su rival. Asumió el cargo el 8 de abril de 2019, después de que un recuento de varias papeletas no lograra cerrar la brecha entre él y Özhaseki.

## Alcalde de Ankara
Yavaş comenzó su mandato como alcalde congelando la contratación de personal municipal mientras continúan las investigaciones sobre corrupción bajo el anterior Partido de la Justicia y el Desarrollo (AKP). También reemplazó a dos altos funcionarios municipales. También fue elogiado por ordenar que se limpiara a fondo la estatua de Mustafa Kemal Atatürk en el distrito de Ulus de Ankara, después de haber sido objeto de años de negligencia por parte de alcaldes anteriores.
Según Piar Araştırma, Yavaş tuvo un índice de satisfacción del 73,2 % en 2020, superior al del alcalde de Estambul, Ekrem İmamoğlu, o al del presidente Erdoğan, y el más alto de los alcaldes encuestados. Mansur Yavaş también tiene actualmente el índice de aprobación más alto de cualquier político turco con un 61%. Según las encuestas, era el candidato más fuerte para competir contra Recep Tayyip Erdoğan en las próximas elecciones presidenciales con una ventaja de hasta el 28% en la segunda vuelta; con esta ventaja, sus posibilidades de vencer a Erdoğan estaban a la par con las del otro posible candidato conjunto de la oposición, el alcalde de Estambul, Ekrem İmamoğlu. Aunque finalmente no se postuló, apoyó la candidatura de Kemal Kılıçdaroğlu.

## Vida personal
Mansur Yavaş se casó con Nursen Yavaş en 1986. Tienen dos hijas, Armagan y Çağlayan.